# Walt Garrison
Walter Benton „Walt“ Garrison (* 23. Juli 1944 in Denton, Texas, USA; † 11. Oktober 2023) war ein US-amerikanischer American-Football-Spieler. Er spielte als Fullback in der National Football League (NFL) bei den Dallas Cowboys.

## Jugend
Walt Garrison wuchs in Lewisville, Texas, auf. Er besuchte dort die High School und spielte dort als Linebacker American Football war aber auch als Baseballspieler und Basketballspieler aktiv. Nebenbei arbeitete er in einer Nüsse verarbeitenden Betrieb. Dessen Inhaber Zan Burroughs zeigte sich von Garrison beeindruckt und unterstützte ihn bei der Erlangung eines Stipendiums an der Oklahoma State University – Stillwater.

## Spielerlaufbahn

### Collegekarriere
Im Jahr 1963 wechselte Walt Garrison an das College, studierte Veterinärmedizin und spielte dort für die Oklahoma State Cowboys als Runningback College Football. Im Jahr 1964 konnte er mit Laufspiel einen Raumgewinn von 730 Yards den Bestwert in der Big Eight Conference erzielen, womit er noch über der Leistung von Gale Sayers lag, der zeitgleich für die University of Kansas spielte. Seine sportlichen Leistungen erbrachten ihm diverse Nominierungen für Auswahlspiele ein.

### Profikarriere
Walt Garrison wurde im Jahr 1966 von den Dallas Cowboys in der fünften Runde an 79. Stelle im NFL Draft gezogen. Zeitgleich zeigten auch die Kansas City Chiefs aus der AFL an ihm Interesse und zogen ihn in der AFL Draft in der 17 Runde an 151. Stelle. Garrison entschied sich für einen Profivertrag bei den von Tom Landry betreuten Dallas Cowboys. Garrison, der auch als Rodeoreiter aktiv war, erhielt für seine Vertragsunterschrift einen Pferdeanhänger.
In seinen ersten drei Spieljahren war Garrison zunächst Ersatzspieler für Don Perkins und erhielt überwiegend Einsatzzeit in den Special Teams der Cowboys als Kick Returner. Nachdem Perkins im Jahr 1968 seine Laufbahn beendet hatte, wurde er fortan in der Offense der Mannschaft als Fullback eingesetzt. Neben der Etablierung des eigenen Laufspiels hatte er die Aufgabe seinen Quarterback zu schützen und seinem Halfback Calvin Hill den Weg in die gegnerische Endzone frei zu blocken.
Im Spieljahr 1970 konnte Garrison mit seiner Mannschaft seinen ersten Meistertitel gewinnen. Nachdem die Mannschaft in der Regular Season zehn von 14 Spielen gewinnen konnte, zog das Team aus Dallas in die Play-offs ein, wo man zunächst die Detroit Lions mit 5:0 besiegen konnte. Garrison konnte in dem Spiel mit 17 Läufen einen Raumgewinn von 72 Yards erzielen. Im folgenden NFC Championship Game gegen die San Francisco 49ers setzten sich die Cowboys mit 17:10 durch. Garrison gelang es einen Pass von Craig Morton zu einem Touchdown zu verwerten. Trotz einer guten Leistung von Garrison im Super Bowl V musste sich seine Mannschaft den Baltimore Colts mit 16:13 geschlagen geben. Garrison hatte in dem Spiel mit 12 Läufen einen Raumgewinn von 65 Yards erzielt.
Im Jahr 1971 gewann Walter Garrison mit den Cowboys in der Regular Season elf von 14 Spielen und zog damit erneut in die Play-offs ein. Nach einem 14:3-Sieg über die San Francisco 49ers im NFC Championship Game, in welchem er 14 Läufe zu einem Raumgewinn von 51 Yards erzielen und einen Pass von Quarterback Roger Staubach fangen konnte, gelang der Einzug in den Super Bowl VI. In diesem Spiel gelang ein 24:3-Sieg gegen die Miami Dolphins. Zu diesem Sieg hatte Garrison mit einem Raumgewinn von 74 Yards aus 14 Läufen beigetragen.
Walt Garrison spielte bis zum Jahr 1974 bei den Cowboys. Er beendete danach seine Laufbahn.

## Laufbahn als Rodeoreiter
Garrison bekam von den Dallas Cowboys die Genehmigung als Rodeoreiter tätig zu sein. Allerdings bestand Tom Landry darauf, dass er dieser Tätigkeit nicht unmittelbar vor einem Spiel nachgeht. Er betätigte sich daher überwiegend nach Saisonschluss als Rodeoreiter. Für seine Leistungen als Rodeoreiter wurde er im Jahr 2018 in die Pro Rodeo Hall of Fame aufgenommen.

## Ehrungen
Walt Garrison spielte in einem Pro Bowl, dem Saisonabschlussspiel der besten Spieler einer Spielrunde. Er ist Mitglied in der Oklahoma Sports Hall of Fame, in der Texas Sports Hall of Fame und in der Oklahoma State Athletics Hall of Fame.

## Nach der Laufbahn
Walt Garrison war nach seiner Laufbahn unter anderem in der Tabakindustrie tätig. Er gründete sein eigenes Unternehmen, welches Barbecuesaucen produziert. Er war sozial engagiert. Im Jahr 1988 verfasste er seine Biografie.

## Werke
- Walt Garrison: Once a Cowboy, Random House 1988, ISBN 0-394-57685-3
- Walt Garrison, Mark Stallard: Then Landry Said to Staubach....: The Best Dallas Cowboys Stories Ever Told, Triumph Books 2007, ISBN 978-1-60078-022-6

## Quelle
- Robert Allen, Mike Gundy: 100 Things Oklahoma State Fans Should Know & Do Before they Die, Triumph Books 2017, ISBN 1-633-19884-7
- Jens Plassmann: NFL – American Football. Das Spiel, die Stars, die Stories (= Rororo 9445 rororo Sport), Rowohlt, Reinbek bei Hamburg 1995, ISBN 3-499-19445-7
- Peter Golenbock: Landry's Boys: An Oral History of a Team and an Era, Triumph Books, 2005, ISBN 1-617-49954-4
- Brian Jensen, Troy Aikman: Where Have All Our Cowboys Gone, 2005, ISBN 1-461-63611-6